# Muscoli stiliani
I muscoli stiliani o (fascio di Riolano) sono rappresentati dai tre muscoli:
- muscolo stiloglosso;
- muscolo stilofaringeo;
- muscolo stiloioideo.

## Rapporti
I muscoli stiliani contraggono rapporti anteriormente con la parte profonda della ghiandola parotide. I muscoli stiliani (stilofaringeo, stiloglosso e stiloioideo) circondano il processo stiloideo del temporale. Essi vanno a delimitare anteriormente una loggia pre-stiliana e posteriormente una loggia retro-stiliana.